# Роберто Павоні
Роберто Павоні (англ. Roberto Pavoni, 22 березня 1991) — британський плавець.
Учасник Олімпійських Ігор 2012 року.
Призер Чемпіонату Європи з водних видів спорту 2014 року.
Призер Чемпіонату Європи з плавання на короткій воді 2015 року.